# Église Notre-Dame del Prat
L'église Notre-Dame del Prat ou Sainte-Marie del Prat est un édifice religieux de style gothique méridional situé à Argelès-sur-Mer dans le département des Pyrénées-Orientales. C'est l'église paroissiale de la commune.

## Situation
Sise au cœur du vieux village, l'église Notre-Dame del Prat est entourée par la rue de la Solidarité et fait face à la rue de la République sur son côté est.

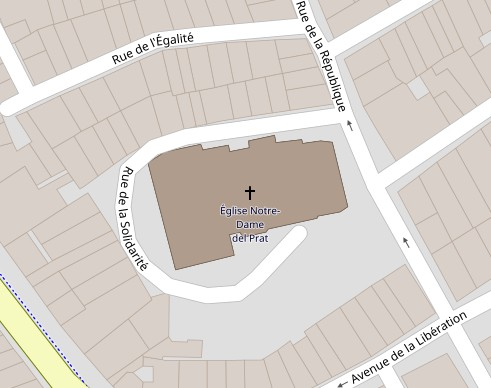
Situation de l'église Notre-Dame del Prat

## Toponymie
En 1178, l'église est mentionnée sous le nom de parrochia S. Marie de Prato. Déjà une église paroissiale, elle est donc située au lieu-dit El Prat, sans doute le pré communal. Son nom en catalan est Santa Maria del Prat, identique à celui de deux autres églises disparues du département, à Bages et à Saint-André.

## Historique
L'édifice est mentionné pour la première fois en 920. Cependant, la construction actuelle n'a apparemment conservé aucun vestige de cet édifice.

L'église est complètement reconstruite au XIVe siècle dans le style gothique méridional, avec une large nef flanquée de chapelles latérales et un imposant clocher-tour contre la façade sud.

Au XVIIe siècle, à la suite d'un effondrement du chœur, l'orientation de l'église est inversée : l'ancienne façade ouest devient le chevet, et le portail transféré sur le mur oriental, qui est alors reconstruit (ou du moins remanié). Ces travaux se poursuivent au XVIIIe siècle (la clef de voûte du nouveau chœur est datée de 1780) et ne s'achèveront qu'au XIXe siècle, avec la mise en place d'une fausse voûte en remplacement de la charpente sur arc diaphragme d'origine, charpente qui sera finalement rétablie lors des travaux de restauration en 2000-2001. Les travaux reprennent en 2008 pour restaurer la façade et certaines chapelles latérales. Ils doivent prendre fin à la mi-2009,.
Le clocher-tour est inscrit aux monuments historiques le 6 septembre 1927, et le reste de l'église le 7 janvier 2004.

## Architecture
Depuis l'effondrement du chevet au XVIIe siècle, on pénètre dans l'église à l'est. Elle se compose d'une vaste nef de cinq travées, couverte d'une charpente sur arcs diaphragmes, flanquée au nord et au sud de chapelles latérales voûtées sur croisées d'ogives, et se terminant à l'ouest par une travée de chœur, de même hauteur et largeur, voûtée sur croisée d'ogives (la clef de voûte porte la date de 1780).

Extérieurement, l'édifice, dominé par son haut clocher du XIVe siècle, est très sobre, et doté de quelques vestiges de fortification (bretèche au droit du clocher). La nef est rythmée extérieurement par les énormes contreforts qui séparent les chapelles latérales et contrebutent les arcs soutenant la charpente.

## Photographies

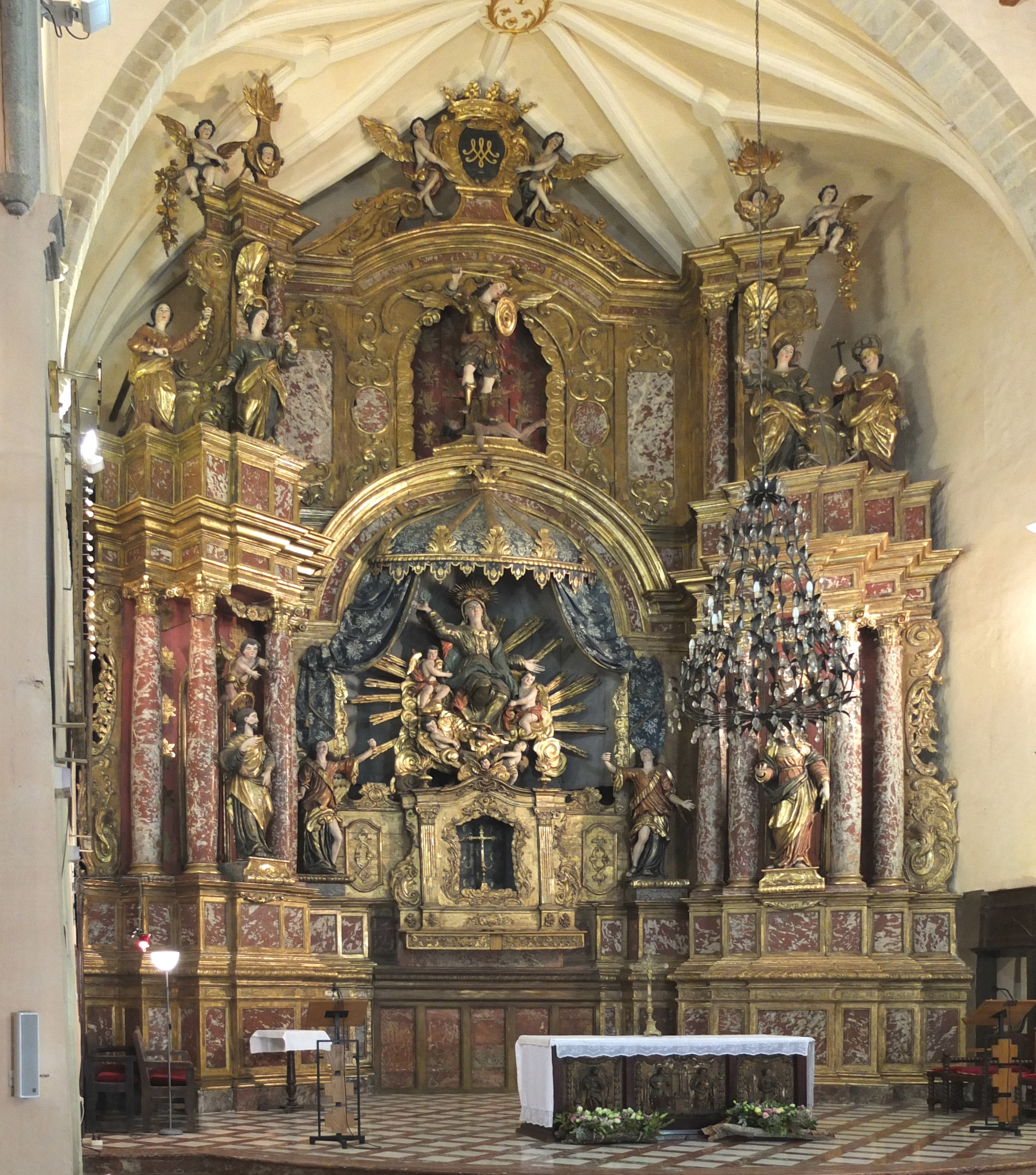
Maître-autel
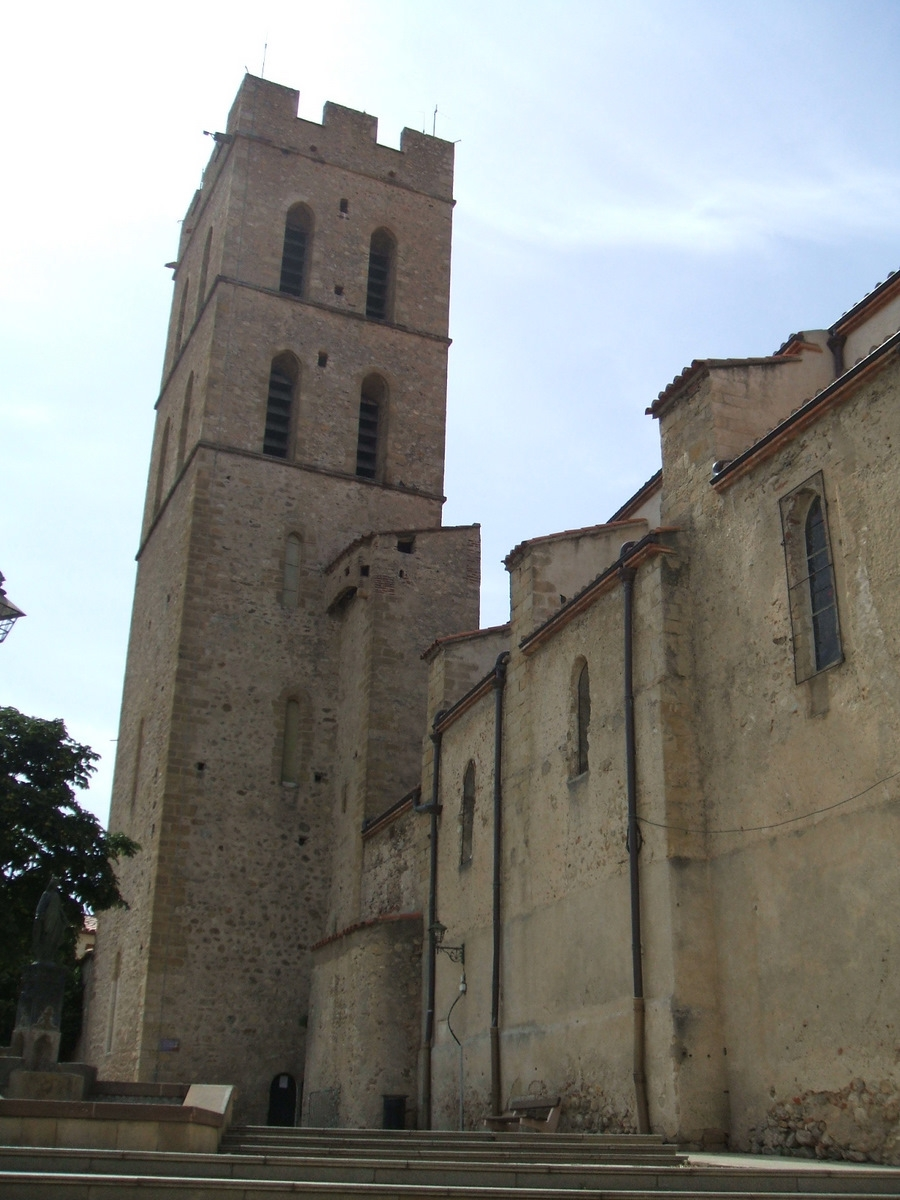
Façade sud et clocher
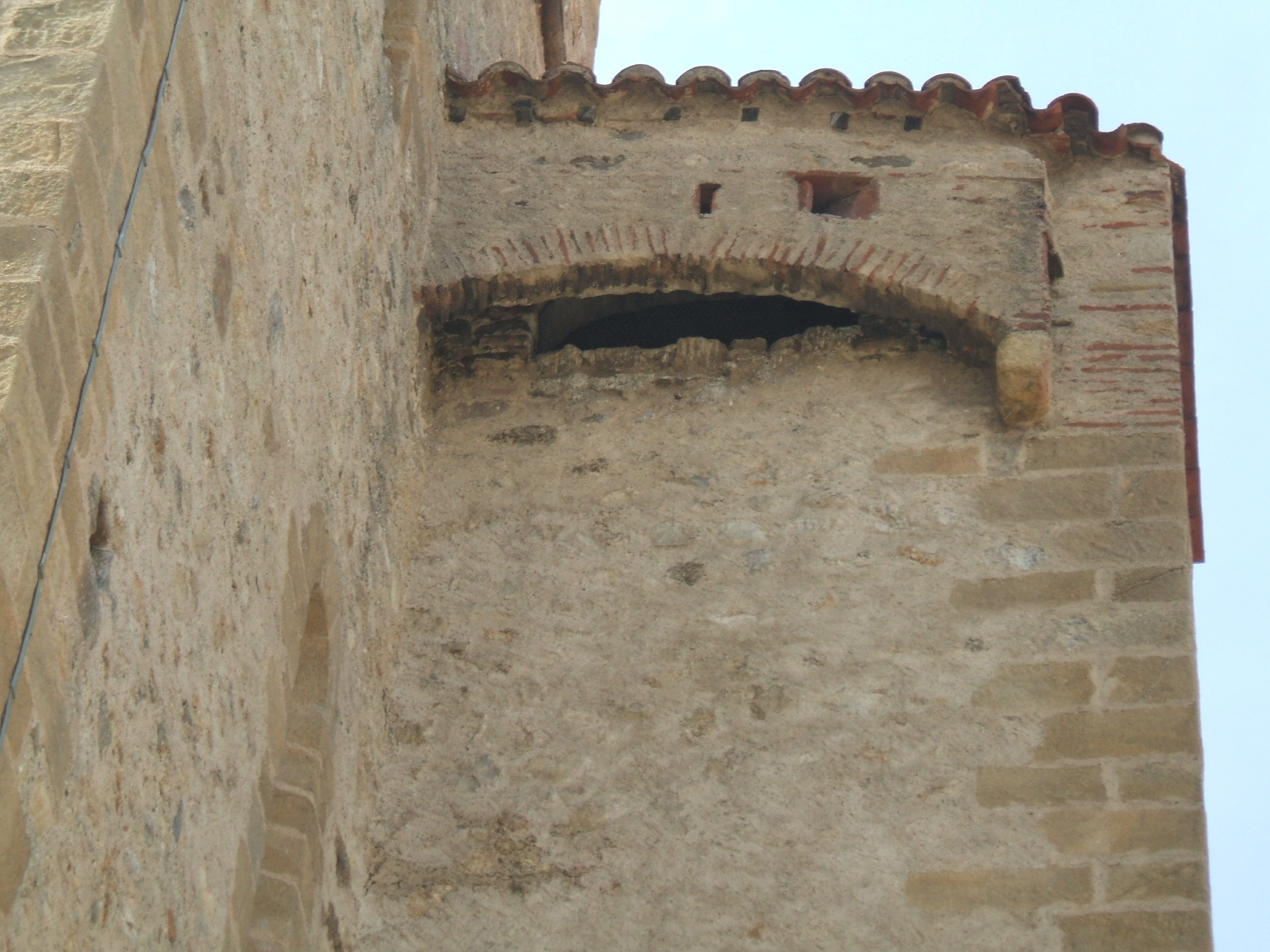
Élément de fortification sur le côté sud, accolé au clocher
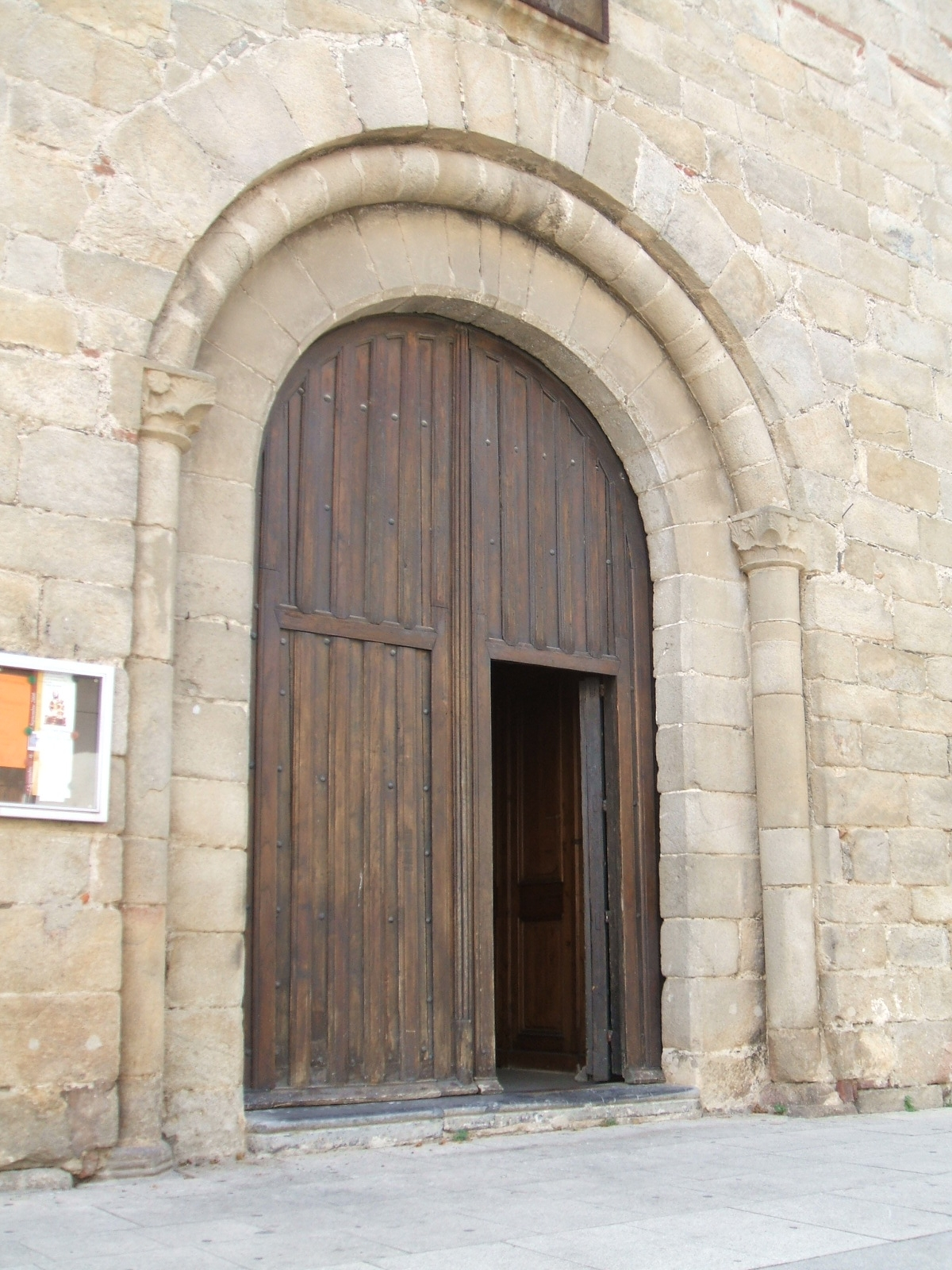
Portail d'entrée, à l'est